# Pfyner Kultur

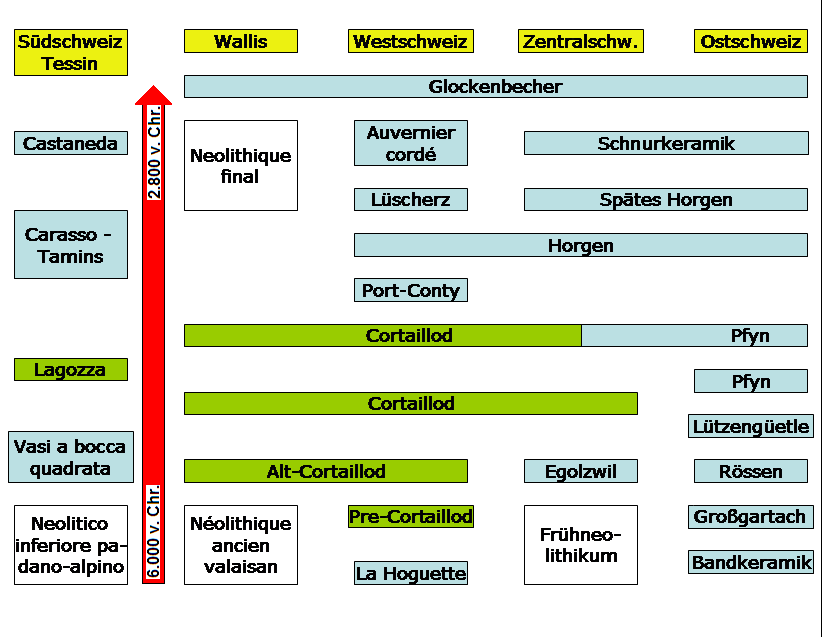
Kulturenfolge in der Schweiz

Die Pfyner Kultur, benannt nach dem Fundort Pfyn im Kanton Thurgau, war eine jungneolithische Kultur des Alpenvorlands, ca. 4000 bis 3500 v. Chr.  Kupfer wurde bereits sowohl für Schmuck als auch für Werkzeuge (Beilklingen) verwendet (Kupfersteinzeit). Das Beil von Ötzi unterscheidet sich nur geringfügig von Beilen aus der Pfyner Kultur.

## Kontext

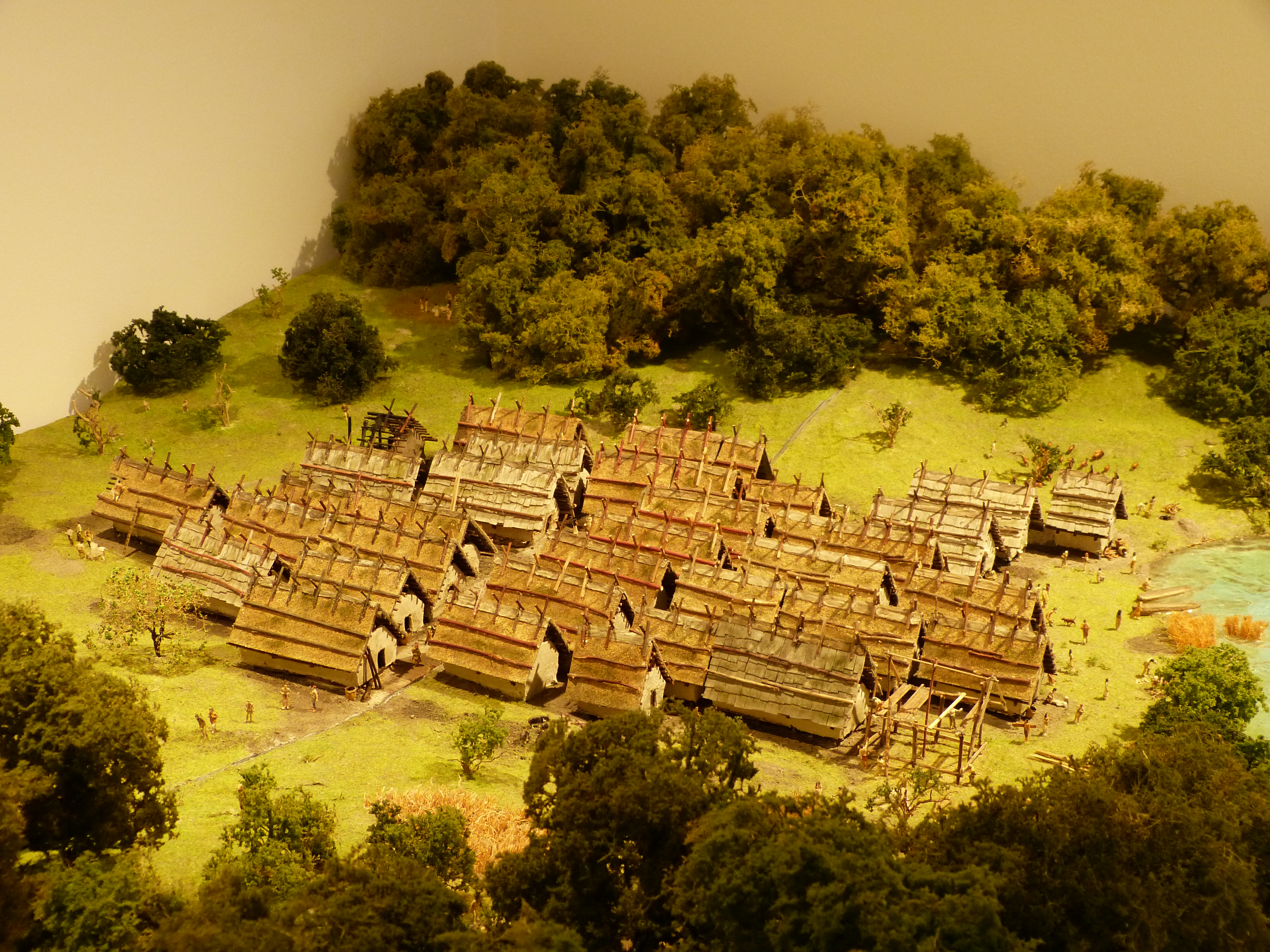
Modell der neolithischen Seeufersiedlung Pfyn-Breitenloo

Die Pfyner Kultur entstand am Südrand der späten Michelsberger Kultur und folgte in der Bodenseeregion der Hornstaader Gruppe. Die ältesten Bauten der Pfyner Gruppe finden sich dort ab 3870 v. Chr. Um ca. 3700 ist das Pfyn am Bodensee voll entwickelt und breitet sich aus ins Schweizerische Mittelland, nach Schaffhausen und an den Zürichsee, wo es die Cortaillod-Kultur ablöst. Zu der Zeit lässt sich auch dendrochronologisch eine intensive Siedlungstätigkeit nachweisen. Allerdings weist das mittlere Pfyn im Vergleich zur Hornstaader Gruppe eine geringere Mobilität auf, und kaum Importe aus weiter entfernten Regionen. Zwar sind Siedlungen relativ kurzlebig, doch werden immer wieder dieselben Siedlungsstandorte aufgesucht. Das letzte Schlagdatum der Pfyner Gruppe fällt um 3507 v. Chr. Danach gibt es einen Hiatus am Bodensee, der allerdings auch mit dem Forschungsstand zu tun haben könnte. In Oberschwaben bildete die Pfyn-Altheimer Gruppe den Übergang zur Altheimer Gruppe im südlichen Bayern.
Nach 3500 v. Chr. gibt es nur noch eine Fundstelle, die der Pfyner Kultur zugeordnet werden könnte: Arbon-Bleiche 3 (3384–3370 v. Chr.). Hier werden Einflüsse der Boleráz-Phase der Badener Kultur erkennbar, und die Keramik hat schon Merkmale der darauffolgenden Horgener Kultur. Die Forschungsergebnisse von Arbon-Bleiche 3 legen sogar eine Einwanderung aus dem Bereich Niederösterreich/Slowakei/Westungarn nahe. Zum Beispiel zeigen die beiden Dorfhälften in Arbon deutliche Unterschiede in der Wirtschaftsweise, die sich am besten dadurch erklären lassen, dass in der einen Dorfhälfte Einwanderer lebten. Einige Merkmale der nachfolgenden Horgener Kultur lassen sich durch diesen östlichen Einfluss erklären.

## Charakteristika

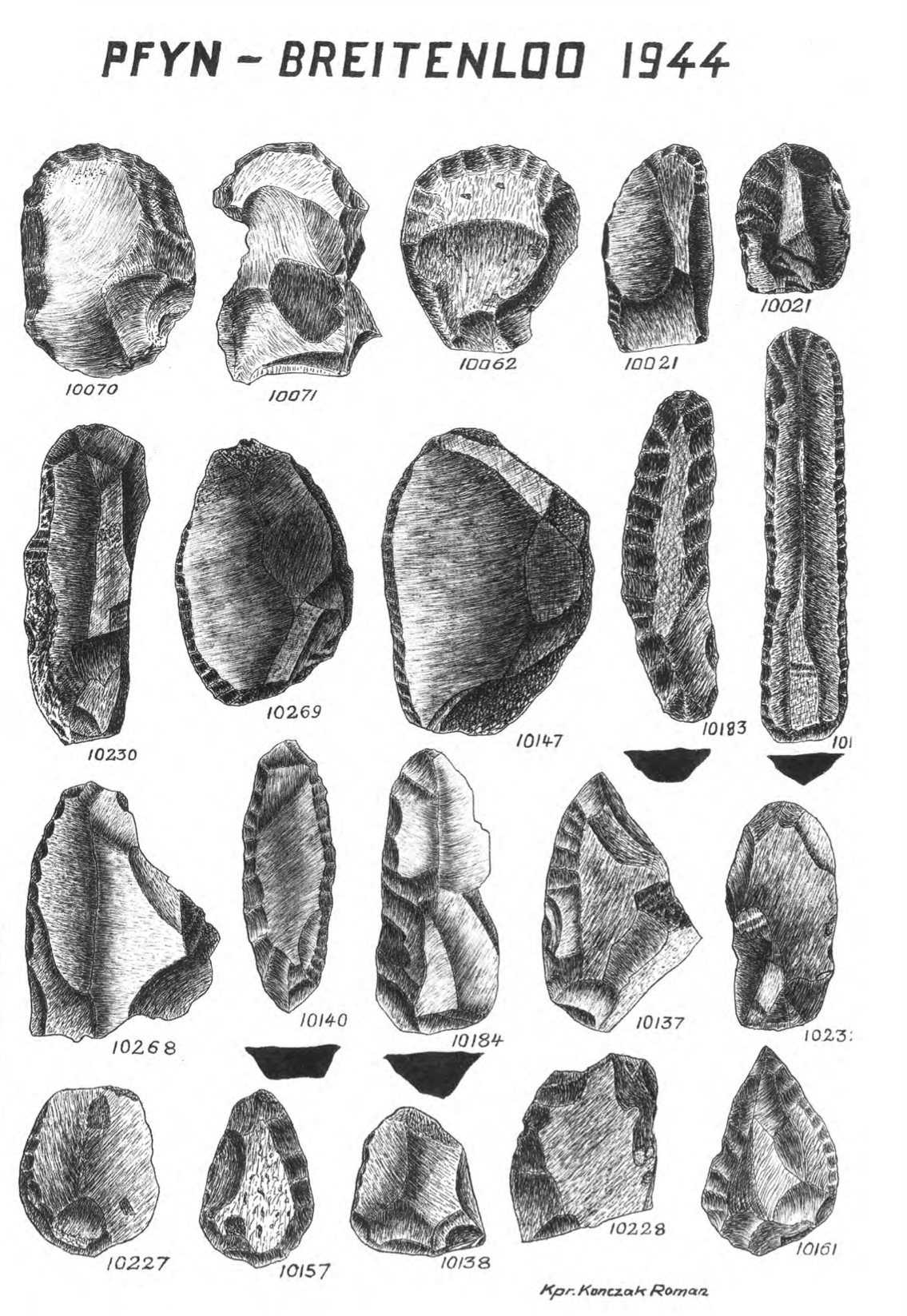
Skizzen von Fundstücken Ausgrabung Pfyn-Breitenloo 1944

Pfyn ist eine der Kulturen mit Feuchtbodensiedlungen, die auch als Pfahlbauten bekannt wurden. An grossen Seen wie dem Bodensee rekonstruiert man tendenziell abgehobene Bauten, an kleineren Seen mit niedrigen Seepegelschwankungen finden sich auch ebenerdige Häuser mit erhaltenen Böden. Am Bodensee sind die Gebäude in dichten Reihen angeordnet, zumeist mit einer lockeren Palisade. In Moorsiedlungen finden sich oft Bohlenwege. Dies deutet auf eine gemeinschaftliche Planung hin.
Definiert wird die Pfyner Kultur über ihre flachbodigen, kaum verzierten Gefässe. Die Oberflächen konnten aufgeraut oder mit Schlick überzogen sein, und die Ränder wurden mit sogenannten Arkaden, Fingerkniffen, Leisten oder Knubben verziert. Je nach Region variiert dies ein bisschen und weist Einflüsse aus den umgebenden Keramikgruppen auf. Es ist die erste Kultur in der Schweiz, die Kupferobjekte führte, ein Wissen, das in Horgener Zeit verlorengeht.
Einige Fundstellen weisen mit Lehm geformte Brüste auf, die wohl an der Hauswand angebracht wurden (Ludwigshafen-Seehalde, Reute-Schorrenried). Das Gebäude mit gynäkomorphen Darstellungen in Reute-Schorrenried war etwas grösser gestaltet und anders orientiert als die anderen Häuser.

## Fundstellen
Die namensgebende Fundstelle, Pfyn-Breitenloo, wurde 1944 vom ehrenamtlichen Thurgauer Kantonsarchäologen Karl Keller-Tarnuzzer mit polnischen Internierten ausgegraben, zumeist qualifizierten Handwerkern. Die Soldaten, die am 19.–20. Juni 1940 von der Westfront in Frankreich in die Schweiz gekommen waren, erinnerten sich gerne an diese Episode in ihrem Leben. Der führende Archäologe konnte seine Funde wegen der beschränkten Kapazitäten nur vorläufig beschreiben, systematisch ausgewertet wurden sie erst Ende des 20. Jahrhunderts.
Einer der am besten untersuchten Plätze ist die Siedlung Niederwil, wie Pfyn im Raum Frauenfeld. In Baden-Württemberg ist für diese Kultur die Moorsiedlung Reute-Schorrenried von Belang. Es handelt sich dabei um eine Feuchtbodensiedlung des 38. Jahrhunderts v. Chr. im Bad Waldseer Ortsteil Reute. Berühmt geworden ist Reute-Schorrenried durch den Fund eines Kupferdolches.

### Liste von Fundstellen
- Gachnang-Niederwil TG
- Pfyn-Breitenloo TG
- Hornstaad-Hörnle DE
- Reute-Schorrenried
- Arbon-Bleiche 3 TG
- Lenzburg-Goffersberg AG
- Eschen-Lützengüetle FL
- Schaffhausen-Schweizersbild SH
- Thayngen-Weier SH
- Feldmeilen-Vorderfeld ZH
- diverse Fundstellen am Zürichsee

## Medien
2007 nahm das Schweizer Fernsehen die Pfyner Kultur zum Anlass, um in Form eines Living-Science-Projekts zehn Personen während eines Monats in die Steinzeit zurückzuversetzen. (siehe Pfahlbauer von Pfyn)